# Исмаилитская литература
Исмаили́тская литерату́ра (араб. الأدب الإسماعيلي‎) — религиозно-философские трактаты и художественная литература исмаилитского течения шиитов на арабском, персидском, урду и других языках.
Течение исмаилитов (по имени сына шиитского имама Джафара ас-Садика — Исмаила) возникла на территории Ближнего Востока в VIII веке в противовес ортодоксальным мусульманам-суннитам. Исмаилитский теоретик Кади Нуман (ум. 974) написал трактат «Основы ислама», который используется исмаилитами и шиитами по сей день. Известный персидский поэт Насир Хосров в 1045 году примыкает к исмаилитской традиции и сочиняет ряд трактатов по исмаилитской доктрине, стихотворения и поэмы. Современник Насира Хосрова — Муайяд фи-д-Дин аш-Ширази — является автором ряда поэм (касыд) в котором трактует различные вопросы по исмаилитскому исламу.
К представителям исмаилитской литературы принадлежал талантливый иранский поэт Низари Кухистани (1247—1320). В 1627—1646 годах на исмаилитскую тему сочинял поэт-исмаилит Хаки Хорасани (автор поэмы «Восход солнца»).
Исмаилитская литература характеризуется наличием фанатичной пропаганды поиска знания и интеллектуального направления в исламе. Исмаилиты издают в Индии и на территории мусульманской Африки множество книг и газет на различных языках.